# Aleh Byabenin
Aleh Byabenin (en bielorruso: Алег Бябенін; en ruso: Олег Бебенин Oleg Bebenin; c. 1974 - 3 de septiembre de 2010) fue un periodista bielorruso, cofundador, director y periodista del sitio web de noticias de la oposición política Charter 97. También fue secretario de prensa de campaña y amigo de Andréi Sannikov, ex viceministro de Asuntos Exteriores que se presentaba contra Alexandr Lukashenko en las elecciones de 2010 en Bielorrusia.

## Biografía
Aleh Byabenin nació en Kostromá, en la Unión Soviética. Se graduó en la Universidad Estatal de Bielorrusia, en el departamento de periodismo. Vivió en la aldea de Pyarhurava, cerca de Minsk, con su esposa y dos hijos. En la década de 1990, trabajó como redactor jefe adjunto de Imya, un periódico independiente. En 1998 fundó Charter 97 (bielorruso: Хартыя'97; ruso: Хартия'97), un sitio web de noticias a favor de la oposición. También fue miembro del equipo de campaña de Andréi Sannikov durante las elecciones de 2010.
Antes de su muerte, los informes de Aleh Byabenin hacia el gobierno lo convirtieron en un objetivo; así, fue secuestrado en 1997 y sometido a una ejecución simulada, y fue atacado en 1999 por activistas de la derecha. También había recibido amenazas de muerte anónimas en el sitio web Charter 97 en los meses anteriores a su muerte.
El 3 de septiembre de 2010, Aleh Byabenin fue encontrado ahorcado en las escaleras de su casa de verano en Minsk. Su hermano descubrió su cuerpo después de que dejáse de devolver las llamadas. Las autoridades decidieron inmediatamente que su muerte era un probable suicidio. Los amigos y la familia de Byabenin lo rechazaron, diciendo que no había nota de suicidio y que él no tenía ninguna razón para suicidarse. Un amigo que vio el cuerpo de Byabenin, Dmitry Bondarenko, dijo que el periodista tenía moratones en el cuerpo y que el tobillo estaba torcido, lo que indicaba que había tenido lugar una pelea. La autopsia oficial no incluyó estos hallazgos. Está enterrado en el cementerio oriental de Minsk.

## Contexto
El presidente de Bielorrusia, Alexandr Lukashenko, del que Aleh Byabenin siempre fue un duro crítico, ha despojado al país de casi toda la prensa no estatal y de los limitados medios de comunicación de internet. Ha estado en el poder de la antigua república soviética desde 1994 y no acepta ninguna interferencia de otros en su poder. Desde que Lukashenko fue elegido presidente, una serie de periodistas y políticos han sido asesinados, encarcelados, secuestrados o desaparecidos.
Un portavoz de Index on Censorship dijo: «La gente en Minsk está muy nerviosa, especialmente los cercanos a Aleh. No se encontró ninguna nota de suicidio, y apenas unas horas antes de su muerte había hecho varias llamadas telefónicas para ir al cine con unos amigos. En los últimos meses se había preocupado cada vez más por la seguridad de sus compañeros activistas de derechos humanos y temía que volviera el ambiente de 1997-1999, cuando muchos disidentes desaparecieron en circunstancias sospechosas y el propio Aleh casi fue asesinado.

## Reacciones
Amnistía Internacional solicitó formalmente una investigación independiente del caso.
Souhayr Belhassen, presidente de la Federación Internacional de Derechos Humanos, dijo: «El hecho de que el Sr. Byabenin haya sido sometido en repetidas ocasiones a presiones e intimidaciones en los años anteriores por sus actividades como periodista independiente es particularmente preocupante. Hay que abrir una investigación transparente sobre las circunstancias de su muerte».
Andréi Sannikov dijo que no tenía confianza en la investigación oficial: «Es imposible en esta situación de dictadura. Han pasado once años desde que comenzaron las primeras desapariciones en Bielorrusia y no se investigó nada».
Mike Harris, director de asuntos públicos de Index on Censorship, que se encontraba en Bielorrusia en ese momento, dijo: «Las elecciones presidenciales deben celebrarse antes de febrero del año que viene. El tornillo está apretando el tornillo a las organizaciones de derechos humanos, con arrestos y simulacros de ejecuciones de activistas juveniles. Esta muerte (la de Byabenin) ha enviado ondas de choque a la sociedad civil de toda Bielorrusia».
Los familiares y amigos de Byabenin no creen que se suicidáse, sino que fue blanco de las autoridades por su oposición al presidente, Alexander Lukashenko.
Zmister Bandarenka, coordinador del sitio web Charter 97, dijo: «Byabenin era mi amigo, un verdadero periodista y un verdadero hombre. Estuvimos juntos en muchas situaciones difíciles, y entre nuestro equipo, él siempre fue un centro de estabilidad. No había razón para que se suicidara, como ha dicho la policía. No nos lo creemos en absoluto. Fue uno de los pilares del periodismo en línea y, sin duda, todos le echaremos mucho de menos».